# 名古屋陸軍造兵廠
名古屋陸軍造兵廠（なごやりくぐんぞうへいしょう）は、愛知県名古屋市熱田区にあった大日本帝国陸軍の工廠。

## 歴史
北側に高蔵製造所、南側に熱田製造所が置かれた。九九式狙撃銃の量産が行われた。
航空発動機部隊は陸軍航空工廠として移転発足した。
現在は、高蔵製造所跡地にイオンモール熱田、熱田製造所跡地に名古屋市体育館や神宮東公園が整備されている。
熱田公園には名古屋陸軍造兵廠記念碑が建つ。
また、春日井市にあった名古屋陸軍造兵廠鷹来製造所旧本館は名城大学農学部農場事務棟となっている。
春日井市総合体育館の近隣には旧名古屋陸軍造兵廠鷹来製造所跡碑も建立されている。
名古屋陸軍造兵廠史が製作されている。

## 年表
- 1941年（昭和16年）6月1日 - 名古屋陸軍造兵廠高蔵製造所鷹来分工場が発足。
- 1941年（昭和16年）12月1日 - 鷹来分工場が名古屋陸軍造兵廠鷹来製造所に組織変更。
- 1945年（昭和20年）8月5日 - 鷹来製造所が福岡村田瀬国民学校（現在の中津川市）に工場疎開し稼働を開始[2]。
- 1945年（昭和20年）8月15日 - 終戦により工場閉鎖。

## 廠長
陸軍造兵廠名古屋工廠長
- 木造巳之蔵 少将：1936年3月7日 - 1938年7月15日[3]
- 木村弘人 少将：1938年7月15日 - 1940年4月1日[4]

名古屋陸軍造兵廠長
- 白倉司馬太 少将：1940年4月1日[5][6] -
- 武田信男 少将：1943年6月10日[6] -
- 有馬徴 少将：1943年12月27日[6] - 1945年3月13日（爆死）[6]
- 田村宣武 少将：1945年3月22日[6] -

鳥居松製造所長
- 湯浅太郎 中佐：1939年8月1日[5] -
- 永久保諦一郎 大佐：1943年7月26日[6] -
- 龍見南海雄 大佐：不明[6] -

熱田製造所長
- 小部政六 大佐：1940年4月1日[6] -

鷹来製造所長
- 野村容道 大佐：1941年12月1日[6] -

高薮製造所長
- （兼）小部政六 大佐：1941年5月23日[6] -
- 野村容道 中佐：1941年7月7日[6] -
- 安藤彦次 大佐：1941年12月17日[6] -

千種機器製造所長
- 村井勝 砲兵中佐：1923年4月1日 - 1928年8月10日[7]
- 木村弘人 砲兵大佐：1932年8月8日 - 1934年1月18日[8]

千種製造所長
- 居川鉄男 中佐：1941年5月23日[6] -
- 岩下賢蔵 大佐：1943年7月26日[6] -

駿河製造所長
- 深井深 大佐：1944年10月19日[6] -

楠製造所長
- （兼）小部政六 少将：1944年9月22日[6] -

柳津製造所長
- （兼）岩下賢蔵 大佐：不明[6] -